# Pelagije II.
Pelagije II., papa od 26. studenog 579. do 7. veljače 590. godine.

## Životopis
Rođen je u Rimu 520. godine. Bio je rodom iz Rima, ali ime njegovog oca, Winigild, pretpostavlja moguće ostrogotsko podrijetlo. Pontifikat su mu obilježili uspjesi Rimokatoličke crkve u uspostavljanju autoriteta nad Europom. Od njih je najvažniji preobraćenje Vizigota s arijanstva na katoličanstvo. Biskup Milana, koji se odmetnuo od rimske Crkve za vrijeme raskola "Tri poglavlja", ponovno je prihvatio autoritet rimskog pape, iako drugi odmetnuti biskupi Sjeverne Italije nisu. Pelagije II. je imao manje uspjeha u diplomatskim naporima kojima je nastojao prekinuti langobardska pustošenja Italije. Bizantinci, kojima se prvima obratio za pomoć, su bili previše zauzeti ratom s Perzijancima i slavenskim provalama na Balkan da bi mogli intervenirati. Pelagije II. je potom za pomoć zamolio Franke, ali su njih Langobardi podmitili. Na kraju je došao u sukob s carigradskim patrijarhom, zamjerajući mu uzimanje titule "ekumenski", smatrajući to umanjivanjem vlastitog autoriteta. Umro je od posljedica kuge koja je, 590. pogodila Rim.